# باغ‌آرایی

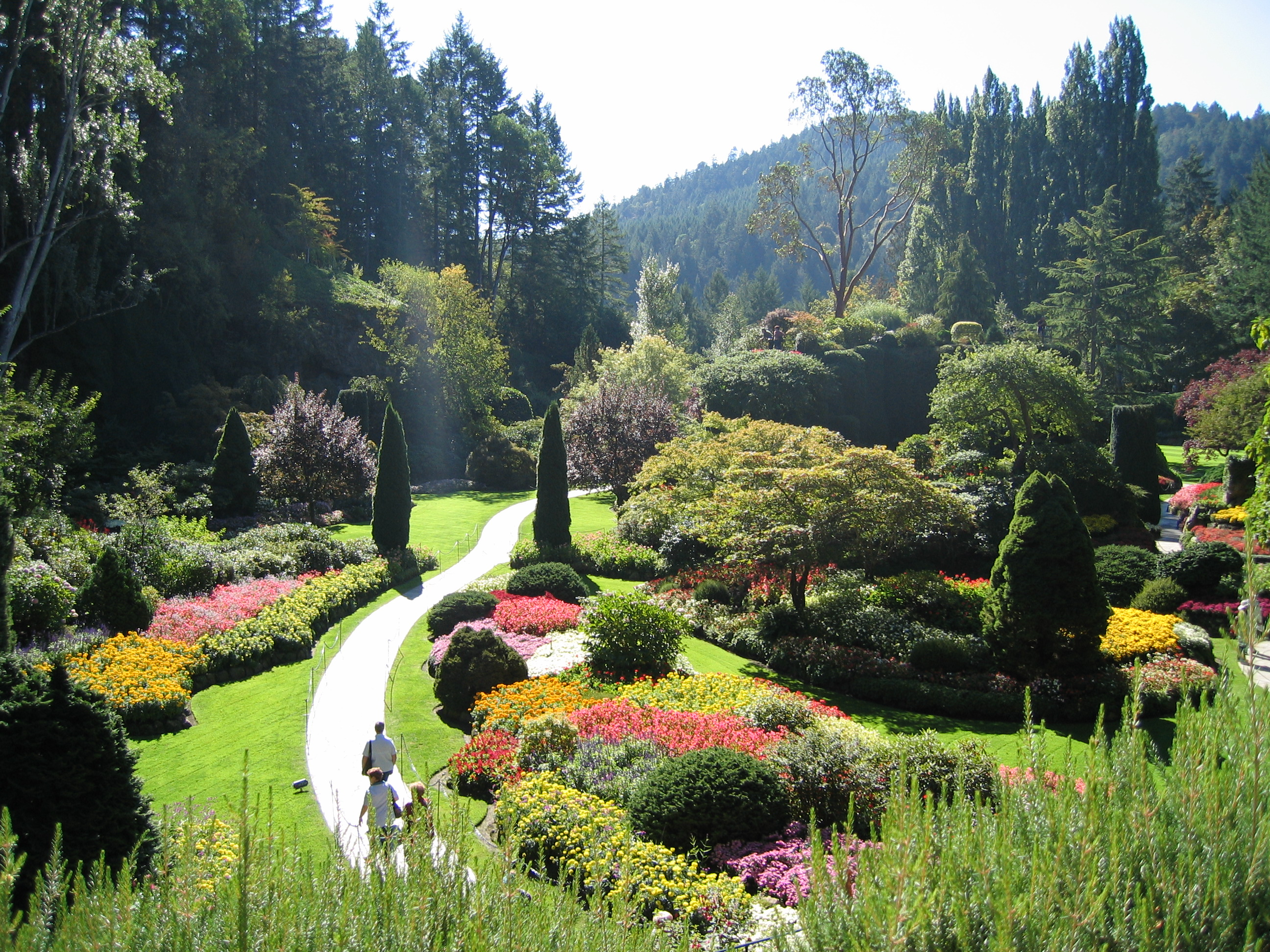
باغ بوچارت در کانادا.

برنامه‌ریزی چشم‌انداز یا برنامه‌ریزی فضای سبز یا برنامه‌ریزی باغ و پارک یا برنامه‌ریزی باغ‌آرایی (به انگلیسی: Landscape planning) که ویژگی‌های کاربردی عوامل و امکانات مورد نیاز برنامه و شرایط لازم را برای پاسخگویی به نیازهای روانی و اجتماعی قشرهای جامعه و نیز پاره‌ایی از عوامل فرعی دیگر را دیکته می‌کند. به‌طور کلی می‌توان مبانی طراحی فضای سبز را در محیط‌های مسکونی تابع عوامل زیر دانست:
1. از گیاهان می‌توان برای هدایت دید ناظر به صحنه‌های مختلف طبیعت استفاده شود.
2. در مواقعی که بخواهند به گل و گیاه خاص، تشخص متمایز از بقیه بدهند از گلدان استفاده می‌کنند.
3. در جایی که مقیاس کوچک است (مثل حیاط منازل مسکونی کوچک) فاصله و دامنه دید کم است. پس قوه ادراک و بینش مقدار زیادی تغییر می‌کند؛ لذا در مقیاس‌های کوچک جزئیات بیشتری از گیاهان تک تک دیده می‌شود و کوچک‌ترین دگرگونی در رنگ گل یا برگ، خیلی زود به چشم می‌خورد.
4. یکی از اهداف مهم در طراحی فضای سبز، آفرینش کیفیتی است که بین تجربه و احساس انسان و المان‌های بزرگ اطراف ما، پلی تعبیه نماید.
5. یکی از اصلی‌ترین ارزش‌های درختان این است که برای ساختمان ایجاد مقیاس می‌کنند.
6. مناظر زیبای طبیعت هرگز متقارن نیستند، ولی توازنی بین دو سوی محور برقرار است، این تقارن را تقارن نظری می‌نامند. برای ایجاد فضای طبیعی و زیبا همیشه باید توازن را در نظر داشت و تقارن نظری کامل به وجود آورد.
7. امروزه بیشتر معماران منظر، راه حل ناتقارن را در ایجاد توازن و تعادل توصیه می‌کنند.

## طراحی چشم‌انداز
طراحی چشم‌انداز به هر نوع فعالیتی اشاره می‌کند که به تغییر و اصلاح ویژگی‌های آشکار و قابل رؤیت یک منطقه از زمین می‌پردازد و شامل موارد زیر است:
1. عناصر زنده مانند گیاهان یا جانوران: یا آنچه که معمولاً باغبانی نامیده می‌شود، هنر و مهارت پرورش و کاشت گیاهان با هدف ایجاد محیطی زیبا در منظر.
2. عناصر طبیعی مانند تغییرات سطح زمین در اثر عوامل طبیعی، شکل زمین و بلندی، یا منابع آب.
3. عناصر انتزاعی مانند شرایط آب و هوا و روشنایی.

طراحی چشم‌انداز مستلزم برخورداری از تخصص در زمینه طراحی هنری و باغبانی علمی است.

## شناخت زمین
ساخت و ساز نیازمند مطالعه و مشاهده است. این موضوع در مناطق مختلف جهان، یکسان نیست. طراحی چشم‌انداز مطابق با مناطق مختلف تغییر می‌کند و متفاوت است.
چنانچه برای نخستین بار این کار صورت می‌گیرد، معمولاً متخصصان بومی معرفی می‌شوند. شناخت زمین، یکی از ضروریات مهم و اساسی به منظور طراحی موفق چشم‌اندازها است. ویژگی‌ها و خصوصیات طبیعی مختلف مانند نوع زمین، نقشه‌برداری، کیفیت خاک، بادهای غالب، و سیستم گیاهان و جانوران بومی، باید مورد توجه قرار گیرد.
گاهی، زمین برای طراحی منظر و چشم‌انداز مناسب نیست. به منظور طراحی چشم‌انداز در چنین مناطقی، باید به تغییر شکل و تجدید وضع آن منطقه پرداخت. این تغییر و تجدید وضعیت، تسطیح نامیده می‌شود.
برداشتن خاک از روی زمین، خاکبردارینامیده می‌شود، در حالیکه وقتی خاک به زمینی شیب دار اضافه شود، خاکریزی نامیده می‌شود. گاهی، فرایند تسطیح ممکن است شامل برداشت و حذف اضافات و مواد زائد، خاک و سنگ باشد، بنابراین طراحان باید در مرحله برنامه‌ریزی، این موارد را در نظر بگیرند.

## ابزارها
در ابتدا، پیمانکار مربوط به طراحی چشم‌انداز، قراردادی می‌نویسد که شامل طراحی و الگوهای کارهایی است که باید در رابطه با آن زمین انجام شود تا به نتیجه مطلوب دست یابد.
برای ترسیم تصویر مربوط به آن منطقه، قلم‌های مختلفی مورد نیاز هستند. طراحی چشم‌انداز بیشتر به یک کار فنی تبدیل شده‌است تا طبیعی، به‌طوری که تعداد کمی از پروژه‌ها بدون بلدوزر، ماشین چمن‌زنی و مانند اینها کار خود را آغاز می‌کنند.
مناطق مختلف، ویژگی‌ها و ویژگی‌های گیاهی متفاوتی دارند. هنگامی که طراحی چشم‌انداز طبیعی صورت می‌گیرد، در رابطه با این هدف کودهای زیادی مورد نیاز هستند. بعضی افراد مسئول در زمینه طراحی مناظر و چشم‌اندازها، ترجیح می‌دهند تا از شن و ماسه‌های مخلوط با سنگ‌ها با اندازه‌های مختلف استفاده کنند تا جذابیت بیشتری برای مناطق بزرگ را فراهم کنند

## جستارهای بیشتر
- طراحی چشم‌انداز
- پیکچرسک

## پیوندها به بیرون
- سازمان پارکها و فضای سبز تهران
- سازمان پارکها و فضای سبز شیراز
- سازمان پارکهای ملی ایالات متحده آمریکا
- European Landscape Convention Official statement by the Council of Europe
- The "Landscape Must Become the Law" - Or Should It?[پیوند مرده] by Gert Groening
- Landscaping Planning
- نمونه‌های طراحی منظر با اشکال دایره
- پیکچرسک